# 曼里克·拉尔杜埃特
曼里克·拉尔杜埃特（西班牙語：Manrique Larduet，1996年7月10日—），古巴男子竞技体操运动员，2015年泛美运动会男子跳马金牌得主、男子个人全能和男子双杠银牌得主、男子吊环铜牌得主、2015年世界竞技体操锦标赛男子个人全能银牌得主和男子单杠铜牌得主。